# 横田寛
横田 寛（よこた ゆたか、1925年〈大正14年〉5月 - 1991年〈平成3年〉3月）は、大日本帝国海軍の元軍人。
太平洋戦争中に開発された特攻兵器・人間魚雷「回天」の搭乗員で、回天を綴った手記『人間魚雷生還す』『あゝ回天特別攻撃隊 かえらざる青春の記録』（後の新装時に『あゝ回天特攻隊 かえらざる青春の記録』と改題）の著者。東京府（後の東京都）出身。

## 来歴
1943年（昭和18年）、航空兵養成機関である甲種飛行予科練習生土浦海軍航空隊に入隊。太平洋戦争での日本の戦況が悪化の一方であった1944年（昭和19年）8月、「敵撃滅の新兵器完成」との発表を受け、生還を想定せずに開発されたものと知らされながらも、その兵器による戦闘への参加を志願。同年、山口県光市の新設基地で、横田ら志願者たちに回天が公開される。このとき横田たちには志願撤回の権利もあったが、横田は生存率皆無の特攻兵器と知って動揺しつつも、志願を覆すことはなかった。
B-29による空爆が日本全土を襲った1945年（昭和20年）3月29日、初出撃。しかし予想外に早い敵襲により乗艇前に回天が破損したため、基地へ帰還する。翌月の4月20日の再出撃で初めて回天に乗艇するが、敵艦が少数だったため、他艇は出撃したものの横田艇へは発進命令が下らなかった。1週間も経たないうちに敵襲の報せを受けて再び乗艇するが、横田艇は故障により発動しないまま作戦が終わった。翌々月の6月4日の3度目の出撃では、特攻せずに生還した横田らに対し、上官から「スクリューが回らなかったら、手で回してでも、突っ込んでみろ」と罵声を浴びせられたが、横田はまたしても艇の故障により生還した。
特攻に志願して同志たちと共に死ぬことを誓い合った横田は結局、同志たちの戦死を何度も見送りつつ生還し、同志に対して生き残ったことの申し訳なさと苦悩を抱いたまま終戦を迎えた。同志の遺族を訪ねて戦死を報告した際は「生きて帰って申し訳ない」と泣いたという。後に結婚し、妻によく戦時中の体験を話したが、妻の談によれば、横田は回天の出撃命令の夢を見て魘されることも多かったという。
かつて無名だった回天が徐々に世に知られ始めた後、一部で事実と異なる内容が報道されることに憤慨し、真実を伝えるため、1956年（昭和31年）に鱒書房より手記『人間魚雷生還す』（NCID BB05037665）を刊行。日本での部数は少数だったが、後に英訳され、アメリカでは大きな反響を呼んだ。1968年（昭和43年）には、これをさらに改訂した手記『あゝ回天特別攻撃隊 かえらざる青春の記録』を光人社より刊行。
一方では、同志たちの慰霊のために写経に努め、その数は1667巻におよんだ。また、同志たちの命日には毎年欠かさず遺族の家を訪ね、全国を回った。1991年（平成3年）に満65歳で病没するまで、回天のことを忘れることはなかったという。
1995年（平成7年）、横山秀夫脚本により、戦争漫画『語り継がれる戦争の記憶』の1作「出口のない海 回天特別攻撃隊の悲劇」が週刊少年マガジンに掲載。これを大幅に書き換えた小説『出口のない海』(ISBN 978-4-06-212479-9)が2004年（平成16年）に出版され、2006年（平成18年）には同題名で映画化された。

## 人物評
特攻に志願しながら不本意にも生還したことで、戦時中には周囲から叱咤や屈辱の声があったが、旧日本軍の撃墜王として知られる坂井三郎は彼を、そうした声や冷たい視線を浴びつつも、強固な心身で屈辱と焦燥に耐えて生き抜いた人物と評している。また手記『あゝ回天特別攻撃隊 かえらざる青春の記録』についても、日本にかつて存在した特攻という事実を知ることは大きな意義があり、その意味においても同書を特攻の証言として貴重な戦争記録と評価している。
横田と同じく戦後も生還した回天搭乗員・神津直次（『人間魚雷回天』〈ISBN 978-4-257-17298-7〉の著者）は戦後も横田と交流があったが、回天出撃時や艇内で発進命令を待つ際の心情、仲間の特攻を見送りつつ生還する心情は経験者にしかわからないと神津は見ており、あるとき横田は神津に「俺の気持ちは誰にもわからない」と言って泣いたという。